# The Auteurs
The Auteurs est un groupe de rock alternatif britannique, originaire de Londres, en Angleterre. La carrière musicale du groupe s'étend de 1991 à 1999. Généralement considéré comme le groupe de Luke Haines, The Auteurs reste pendant sa période d'activité un groupe en marge de la scène Britpop.

## Biographie
Ancien membre du groupe The Servants (dont un titre apparait sur la compilation C86), Luke Haines forme ensuite The Auteurs avec sa compagne du moment, Alice Steadman (basse), et avec James Banbury (violoncelle). Leur premier single Showgirl est applaudi par la revue Melody Maker et permet au groupe de signer un accord avec le label américain Hut. Le premier album New Wave sort en 1993, et est nommé pour le Mercury Music Prize (remporté cette année par l'album Suede du groupe Suede). La presse anglaise mais aussi française aimaient les comparer ou les opposer. L'album contient des titres entraînants, comme Early Years, Idiot Brother et Bailed Out, qui contrebalancent l'acidité des textes de Luke Haines. 
Le groupe est rapidement catalogué comme faisant partie de la tendance Britpop, mais les commentaires désagréables et réguliers de Haines sur les groupes de ce genre montrent le peu de cas qu'il fait de ce classement. Après New Wave, The Auteurs reste un groupe en marge de la scène musicale. Leur second album, Now I'm a Cowboy, sorti en 1994, est salué par la critique. Construit sur les mêmes thèmes que New Wave, il contient le titre Lenny Valentino, qui reste vraisemblablement à ce jour la chanson la plus connue composée par Luke Haines. Le groupe se démarque de la Britpop en sortant en 1994 l'album The Auteurs vs. µ-Ziq, composé d'une sélection de leur chansons remixées par Mike Paradinas (alias µ-Ziq). Dans des interviews réalisées à cette époque, Haines prétend trouver les genres techno et house plus intéressantes que la Britpop.
En 1996, The Auteurs sort After Murder Park, souvent considéré par les fans du groupe comme le sommet de sa production. Les chansons Land Lovers, Unsolved Child Murder, et Buddha sont souvent citées comme les chefs-d'œuvre de Haines. L'album est produit par Steve Albini dont le travail rend les chansons plus accessibles que sur les albums précédents. Le vidéo-clip du titre Light Aircraft on Fire est réalisé en 1996 par le vidéo-plasticien britannique Chris Cunningham. En 1999, The Auteurs et Haines poursuivent une forme de radicalisation musicale en sortant How I Learned to Love the Bootboys, dont le son électronique est assez mal reçu par les fans des albums précédents. Il est cependant classé 114e au Royaume-Uni
Le groupe originel se sépare après la sortie de ce dernier album, mais Haines continue à utiliser le nom The Auteurs pour des formations temporaires, par exemple pour la réalisation de l'album Das Capital sorti en 2003. Celui-ci consiste en une compilation d'une sélection de morceaux du groupe et de Haines seul, exécutés en compagnie d'un orchestre classique. En 2005, le titre Junk Shop Clothes est repris comme générique du film Marock. En 2014, le label indépendant britannique 3 Loop Music réédite tous les albums des Auteurs.

## Membres
- Luke Haines - composition, guitare, chant, piano
- Alice Readman - basse
- James Banbury - violoncelle

## Discographie

### Albums studio
- 1993 : New Wave
- 1994 : Now I'm a Cowboy
- 1996 : After Murder Park
- 1999 : How I Learned to Love the Bootboys

### Compilations
- 2003 : Das Capital: The Songwriting Genius of Luke Haines and The Auteurs
- 2005 : Luke Haines is Dead (faces A, faces B, Raretés, inédits, sessions... de The Auteurs - Baader Meinhof - Luke Haines)
- 2023 : People ‘Round Here Don’t Like to Talk About It: The Complete EMI Recordings

### Singles
- 1992 : Showgirl
- 1993 : How Could I Be Wrong
- 1993 : She Might Take A Train
- 1993 : How Could I Be Wrong
- 1993 : Housebreaker
- 1993 : New French Girlfriend
- 1993 : Lenny Valentino
- 1994 : Chinese Bakery
- 1996 : Light Aircraft on Fire
- 1999 : Sick of Hari Krisna
- 1999 : The Rubettes